# Saint-Patrice
Saint-Patrice era una comuna francesa situada en el departamento de Indre y Loira, de la región de Centro-Valle de Loira, que el 1 de enero de 2017 pasó a ser una comuna delegada de la comuna nueva de Côteaux-sur-Loire al fusionarse con las comunas de Ingrandes-de-Touraine y Saint-Michel-sur-Loire.

## Demografía
| Gráfica de evolución demográfica de Saint-Patrice entre 1800 y 2014 |
|                                                                     |

Los datos demográficos contemplados en este gráfico de la comuna de Saint-Patrice se han cogido de 1800 a 1999 de la página francesa EHESS/Cassini, y los demás datos de la página del INSEE.